# Kalinków
Kalinków [pronunciación en polaco: /kaˈlinkuf/] es un pueblo ubicado en el distrito administrativo de Gmina Aleksandrów, dentro del Distrito de Piotrków, Voivodato de Łódź, en Polonia central. Se encuentra aproximadamente a 3 kilómetros al norte de Aleksandrów, a 25 kilómetros al sureste de Piotrków Trybunalski, y a 66 kilómetros al sureste de la capital regional Łódź.
El pueblo tiene una población de 180 habitantes.